# Valeri Voronin
Valeri Voronin (Russisch: Валерий Иванович Воронин) (Moskou, 17 juli 1939 –  aldaar, 22 mei 1984) was een profvoetballer uit de Sovjet-Unie.

## Biografie
Voronin speelde zijn hele carrière voor Torpedo Moskou en werd er in 1960 en 1965 landskampioen mee; in 1960 wonnen ze ook de beker. In 1964 werd voor het eerst de prijs van voetballer van het jaar van de Sovjet-Unie uitgereikt, die hij in 1965 eveneens won.
Hij speelde ook acht jaar voor het nationale elftal en mam met zijn land deel aan het WK in 1962 en 1966 en speelde de finale van het EK 1964, die verloren werd van Spanje.
Voronin werd beschouwd als een individualist, wat meermaals conflicten opleverde in het nationale team. Tijdens de zomer van 1968 was hij betrokken in een zwaar auto-ongeval, waarvan hij wel fysiek herstelde, maar niet psychisch. Hij werd een zware drinker en werd in mei 1984 vermoord teruggevonden. De dader werd nooit gevonden.